# Jesse Levine
Jesse Levine (Ottawa, 1987. október 15. –) kanadai teniszező. 13 éves korában szüleivel az Egyesült Államokba költöztek. 2012 decemberéig amerikai színekben versenyzett, ezután döntött úgy, hogy szülőhazája színeiben versenyez újra. Eddigi karrierje során még nem nyert ATP-tornát. Legjobb eredményét Grand Slam-tornákon a 2009-es wimbledoni tornán érte el, ahol a selejtezőből indulva az első körben legyőzte a korábbi világelső Marat Szafint, és eljutott a 3. fordulóig, ahol Stanislas Wawrinkától szenvedett 4 szettes vereséget. Könyöksérülése miatt 2014-ben visszavonult a profi tenisztől. 2016-ban pár hónapig Madison Keys edzője volt. Jelenleg Jessica Pegula edzője.

## ATP-döntői

### Páros

#### Elveszített döntői (1)
|   | Dátum             | Torna                                        | Borítás | Partner       | Ellenfelek a döntőben  | Eredmény a döntőben |
| 1 | 2009. április 12. | U.S. Men’s Clay Court Championships, Houston | Salak   | Ryan Sweeting | Bob Bryan / Mike Bryan | 1–6, 2–6            |

## Eredményei Grand Slam-tornákon
| Grand Slam | Australian Open | Australian Open   | Roland Garros | Roland Garros   | Wimbledon | Wimbledon             | US Open       | US Open               |
| Év         | Eredmény        | Utolsó ellenfél   | Eredmény      | Utolsó ellenfél | Eredmény  | Utolsó ellenfél       | Eredmény      | Utolsó ellenfél       |
| 2007       | –               | –                 | –             | –               | –         | –                     | 1. kör        | Nyikolaj Davigyenko   |
| 2008       | 2. kör          | Jarkko Nieminen   | Selejtező (1) | Selejtező (1)   | 2. kör    | Jürgen Melzer         | 1. kör        | Chris Guccione        |
| 2009       | –               | –                 | Selejtező (1) | Selejtező (1)   | 3. kör    | Stanislas Wawrinka    | 2. kör        | Marin Čilić           |
| 2010       | –               | –                 | –             | –               | 1. kör    | Feliciano López       | Selejtező (1) | Selejtező (1)         |
| 2011       | –               | –                 | –             | –               | –         | –                     | –             | –                     |
| 2012       | 1. kör          | Marcel Granollers | 2. kör        | Miloš Raonić    | 2. kör    | David Goffin          | 1. kör        | Olekszandr Dolhopolov |
| 2013       | 2. kör          | Gilles Simon      | 1. kör        | Nisikori Kei    | 2. kör    | Juan Martín del Potro | Selejtező (1) | Selejtező (1)         |

## Év végi világranglista-helyezései
| Év       | 2007 | 2008 | 2009 | 2010 | 2011 | 2012 | 2013 |
| Helyezés | 192. | 129. | 115. | 287. | 164. | 102. | 149. |